# Rhopalomyia monogynasphaera
Rhopalomyia monogynasphaera är en tvåvingeart som beskrevs av Fedotova 1999. Rhopalomyia monogynasphaera ingår i släktet Rhopalomyia och familjen gallmyggor. Inga underarter finns listade i Catalogue of Life.